# Triuridales
Ordre
Classification APG III (2009)
Les Triuridales sont un ordre de plantes monocotylédones.
En classification de Cronquist (1981) il comprend 2 familles :
- Pétrosaviacées
- Triuridacées

En classification phylogénétique APG II (2003), en classification phylogénétique APG III (2009) et en classification phylogénétique APG IV (2016) cet ordre n'existe pas.